# خطاب هتلر أوبرسالزبرغ
خطاب أوبرسالزبرغ هو خطاب ألقاه أدولف هتلر لقادة الفيرماخت في منزله في البرغهوف في 22 أغسطس 1939، أي قبل أسبوع من الغزو الألماني لبولندا. تفاصيل الخطاب، على وجه الخصوص، تعلقت بالغزو الألماني المنتظر لبولندا والإبادة المخطط لها من البولنديين. إنه يُظهر معرفة هتلر بالإبادة وعزمه على تنفيذ هذه الإبادة الجماعية بطريقة مخططة.

## أصل المستند
في أغسطس 1939، اتصل لويس ب. لوشنر بالدبلوماسي الأمريكي ألكسندر كومستوك كيرك وأظهر له النص الذي لم يكن كيرك مهتمًا به. اتصل لوشنر بعد ذلك بالدبلوماسي البريطاني جورج أوجيلفي فوربس، الذي أرسله بالفعل إلى لندن في 24 أغسطس 1939. من المؤكد أن المؤرخ الكندي مايكل ماروس كتب لوشنر وحصل على نص من الأدميرال فيلهلم كاناريس، رئيس ابفير (المخابرات الألمانية)، الذي كان حاضراً في مؤتمر أوبيرسالزبرج.
تم تجميع ثلاث وثائق معًا خلال محاكمات نورمبرغ التي تضمنت خطاب هتلر في 22 أغسطس 1939 (1014-PS،  798-PS،  و L-3، ) وفقط وثيقة L-3 الواردة الاقتباس الأرمني. تم القبض على الوثائق 1014-PS و798-PS من قبل قوات الولايات المتحدة داخل مقر القيادة العليا للفيرماخت  ولكن هذه الوثائق لم تحتوي على الاقتباس الأرمني. في 16 مايو 1946، خلال محاكم نورمبرغ، وهو محامي أحد المدعى عليهم، طلب الدكتور والتر سيمرز من رئيس المحكمة إبطال الوثيقة 1014-PS، لكن طلبه تم رفضه. تم إحضار المستند L-3 إلى المحكمة من قبل صحفي أمريكي، لويس ب. لوشنر.
حسب لويس ب. لوشنر، أثناء إقامته في برلين، تلقى نسخة من خطاب هتلر من «مخبره»، الذي نشره (في الترجمة الإنجليزية) في كتابه «ماذا عن ألمانيا؟» (نيويورك: دود، ميد وشركاه، 1942) كدليل على رغبة هتلر في التغلب على العالم. في عام 1945، سلم لوشنر نسخة من المستند الألماني الذي تلقاه إلى النيابة العامة في محاكمات نورمبرغ، حيث تم تسميتها L-3. ومن ثم يعرف باسم وثيقة L-3. تم العثور على الخطاب أيضًا في حاشية على ملاحظات حول خطاب ألقاه هتلر في أوبيرزلبرج في 22 أغسطس 1939 وتم نشره في وثائق السياسة الخارجية الألمانية  عندما سئل في محكمة جرائم الحرب في نورمبرغ عن مصدره، لوشنر قال إن هذا ألماني يدعى «هير ماس» ولكنه أعطى معلومات غامضة عنه.
نقلت صحيفة التايمز اللندنية من نسخة لوشنر في مقال غير موقع عليه بعنوان «طريق الحرب لألمانيا النازية» في 24 نوفمبر 1945. ذكرت المادة أنه تم تقديمه من قبل المدعي العام في 23 نوفمبر 1945، كدليل. ومع ذلك، وفقا لAkten zur deutschen auswärtigen Politik (ser. D، المجلد. 7، 1961)، لم يتم تقديم الوثيقة كدليل أمام المحكمة العسكرية الدولية لأسباب غير معلنة ولم يتم تضمينها في المنشور الرسمي للوثائق في الأدلة. تم العثور على وثيقتين أخريين تحتويان على دقائق من خطاب هتلر في خطاب أوبسالزبرغ بين الوثائق الألمانية المضبوطة وتم تقديمهما كدليل، وكلاهما حذف الاقتباس الأرمني.
في المؤامرة النازية والعدوان (المعروف أيضًا باسم «المجموعة الحمراء»)، وهي مجموعة من الوثائق المتعلقة بمحاكمات نورمبرغ التي أعدها فريق الادعاء، يصف المحررون العلاقة بين الوثائق المعنية على النحو التالي:

## الصياغة الألمانية والإنجليزية
فيما يلي الفقرة الثالثة من وثيقة L-3:
ما ورد أعلاه عبارة عن عرض حرفي لتلك الفقرة، كما هو مدرج في حاشية في Akten zur deutschen auswärtigen Politik (ser. D، المجلد. 7، 1961، ص. 193).
في كتابه ماذا عن ألمانيا؟، عرض لوتشنر الترجمة الإنجليزية التالية للوثيقة في حوزته: